# Gangliogliom
Das Gangliogliom ist ein langsam wachsender hirneigener Tumor, der teils neuronale aber auch gliale Zellen beinhaltet und somit zu den gemischt neuronalen/glialen Tumoren gehört. Nach der WHO-Klassifikation der Tumoren des zentralen Nervensystems werden die Gangliogliome als Grad 1 (histologisch gutartige Tumoren) eingeordnet.

## Symptome
Aufgrund der kortikalen Lage verursachen Gangliogliome häufig Epilepsien und sind der häufigste mit einer chronischen Temporallappenepilepsie assoziierte Tumor. Allgemein ist das klinische Erscheinungsbild durch chronische, pharmakoresistente Anfälle geprägt, die oft erst spät als Tumorleiden diagnostiziert werden.

## Häufigkeit und Lokalisation
Gangliogliome sind sehr selten und machen weniger als 2 % der hirneigenen Tumoren aus. Sie können im Prinzip in jeder Altersgruppe auftreten, bevorzugt aber im jungen Erwachsenenalter (etwa zwischen 9 und 25 Jahren). Bei Patienten mit chronischen therapierefraktären fokalen Epilepsien ist es hingegen die häufigste Tumorart.
Histologisch ist dieser gut differenzierte neuroepithale Tumor durch neoplastische Ganglienzellen und neoplastische Gliazellen charakterisiert – im Vergleich zum Gangliozytom haben sie einen höheren Anteil an Gliazellen. Sie können prinzipiell überall im Zentralnervensystem auftreten, wobei ca. zwei Drittel von ihnen aber im Bereich des Schläfenlappens lokalisiert werden.

## Differentialdiagnose
Differenzialdiagnosen beinhalten unter anderem den dysembryoplastischen neuroepithelialen Tumor (DNT), das pleomorphe Xanthoastrozytom, sowie das pilozytische Astrozytom, die ebenfalls bevorzugt im Jugendalter auftreten, sowie ein Rosettenbildender glioneuronaler Tumor (RGNT).

## Therapie
Therapeutischer Ansatz ist die chirurgische Resektion (Entfernung) des Tumors; symptomatische Gangliogliome werden extirpiert. Bei inkompletter Resektion sind jahrelange Verläufe nach der Operation möglich; Rezidive (Wiederauftreten) kommen vor.
Eine regelmäßige klinisch epileptologische Nachsorge mit Dokumentation der Anfallssituation und regelmäßige kernspintomografische Kontrollen, sind erforderlich.

## Anaplastisches Gangliogliom
Das anaplastische Gangliogliom ist eine maligne (gliöse) Variante des Ganglioglioms und zeichnet sich durch fehlende Differenzierung aus. Diese entstehen in der Regel aus zuvor niedriggradigen Tumoren (WHO Grad 3). Sie sind auch unter den Gangliogliomen sehr selten (etwa 3–5 % aller Gangliogliome). Die Rezidivrate bei dieser Form ist wesentlich höher. In der aktuellen WHO-Klassifikation der Tumoren des zentralen Nervensystems wird das anaplastische Gangliogliom nicht aufgeführt. Seine Existenz als eigene Tumor-Entität wird seit längerer Zeit kontrovers diskutiert. Eine aktuelle Arbeit stellt dar, dass sich hinter der Diagnose "anaplastisches Gangliogliom" in Wirklichkeit diverse andere Entitäten verbergen.

## Desmoplastisches infantiles Gangliogliom
Aufgrund seiner charakteristischen klinischen und neuropathologischen Merkmale wurde dieser seltene Tumor in die WHO-Liste aufgenommen (1993); Grad 1. Dieser Tumor tritt überwiegend in den ersten beiden Lebensjahren auf und ist in den Großhirnhemisphären lokalisiert. Im Säuglingsalter fällt es durch Makrozephalie und/oder komplex fokale Anfälle auf. Weiteres siehe unter Desmoplastisches infantiles Gangliogliom.